# Karina Nose
Karina Nose (能瀬 香里奈 Nose Karina?) (n. 21 februarie 1984, Shōwa-ku, Nagoya, Prefectura Aichi), cunoscută ca Karina (香里奈 Karina?), este un fotomodel și acțrită japoneză. Ea este una dintre cele mai frumoase femei japoneze.

## Filmografie

### Drame
- Kabachitare (2001)
- Long Love Letter  (2002)
- Division 1 (2004)
- Nurseman ga Yuku  (2004)
- Umizaru (2005) - EP1
- Yaoh (2006)
- CA to Oyobi (2006)
- Message (2006)
- Walk My Way / Boku no Aruku Michi (2006)
- Tsubasa no Oreta Tenshitachi / Angels with Broken Wings (2007)
- Bambino! (2007)
- Ushi ni Negai wo: Love & Farm (2007)
- Daisuki!! (2008)
- Sensei wa Erai! (2008)
- Ryokiteki na Kanojo (2008) - EP11
- Kiri no Hi (2008)
- Myu no Anyo Papa ni Ageru (2008)
- Real Clothes  (2008) în rolul lui Kinue Amano
- Galileo: Episode Zero (2008) în rolul lui Namie Shindo
- Love Shuffle (2009) în rolul lui Airu Aizawa
- Kochira Katsushika-ku Kameari Koen-mae Hashutsujo (2009) în rolul lui Catherine Reiko Akimoto
- Hataraku Gon! (2009) în rolul lui Izumi Ami
- Real Clothes (2009) în rolul lui Kinue Amano
- Freeter, Ie o Kau. (2010) în rolul lui Manami Chiba
- Misaki Number One!! (2011) în rolul lui Misaki Tenoji
- Freeter, Ie o Kau. SP (2011) în rolul lui Manami Chiba
- The Reason I Can't Find My Love (Watashi ga Renai Dekinai Riyuu) (2011) în rolul lui Emi Fujii
- Dirty Mama! (2012) în rolul lui Aoi Nagashima
- Honto ni Atta Kowai Hanashi 2012 Aru Natsu no Dekigoto (2012)
- PRICELESS ~Aru Wake Nedaro,n namon!~ (2012) în rolul lui Aya Nikaido
- Summer Nude (2013) în rolul lui Natsuki Chiyohara